# Delphacinae
Delphacinae zijn een onderfamilie van insecten die behoren tot de onderorde cicaden (Auchenorrhyncha) uit de familie van de Delphacidae.

## Taxonomie
De volgende taxa zijn bij de familie ingedeeld:
- Tribe Delphacini Leach, 1815
- Tribe Saccharosydnini Vilbaste, 1968
- Tribe Tropidocephalini Muir, 1915